# 青い瞳の女の子のお話
青い瞳の女の子のお話（あおいひとみのおんなのこのおはなし）は、シンエイ動画制作のテレビアニメ。戦争童話集シリーズ第8弾作品にして最終作。
本作品はシンエイ動画制作の戦争童話集シリーズとして、2007年制作のふたつの胡桃以来、2作目となるオリジナル作品である。

## 放送局
2009年8月13日にテレビ朝日系で放映

## 放送時間
テレビ朝日では木曜10:30 - 11:25（JST。通常は『アンコールF』枠）で放送。

## スタッフ
- 企画：杉山登（テレビ朝日）、加藤良雄（シンエイ動画）
- 脚本：藤本信行
- キャラクターデザイン：大武正枝
- 作画監督：大久保修
- 美術監督：高橋佐知
- 撮影監督：箭内光一
- 編集：三宅圭貴
- 音響監督：大熊昭
- 音楽：相良まさえ
- 効果：武藤晶子
- プロデューサー：今川朋美（テレビ朝日）、山田俊秀（シンエイ動画）
- 総監督：やすみ哲夫
- 監督：平井峰太郎

## キャスト
- 健太：小松里歌
- 英子：桑島法子
- 則夫：小林由美子
- 伸介：岡美智恵
- 太郎：峰あつ子
- 秋子：島本須美
- 花代：浅井晴美
- 男の子：坂戸こまつな
- 義男：天田有希子
- 大熊：長嶝高士
- 荒垣：宮田浩徳
- 富江：磯辺万沙子
- 幸：華木ミヤ
- 総子：堀越真己
- 秀夫：西川光義
- 憲兵：後藤史彦
- 船爺：仲木隆司